# Aaron Royle
Aaron John Royle, né le 26 janvier 1990 à Newcastle en Australie est un triathlète professionnel, champion d'Océanie en 2014.

## Palmarès
Le tableau présente les résultats les plus significatifs (podium) obtenus sur le circuit national et international de triathlon depuis 2011,.
| Année | Compétition                                        | Pays             | Position           | Temps           |
| ----- | -------------------------------------------------- | ---------------- | ------------------ | --------------- |
| 2023  | Championnat du monde Challenge                     | Slovaquie        | Médaille d'argent  | 3 h 32 min 51 s |
| 2023  | Challenge Samarkand                                | Ouzbékistan      | Médaille d'argent  | 3 h 41 min 35 s |
| 2023  | Challenge Gran Canaria                             | Espagne          | Médaille de bronze | 3 h 41 min 40 s |
| 2022  | Challenge Pays-de-Galles                           | Royaume-Uni      | Médaille d'or      | 3 h 51 min 49 s |
| 2021  | Ironman 70.3 Portugal                              | Portugal         | Médaille d'argent  | 3 h 48 min 33 s |
| 2020  | Ironman 70.3 Sunshine Coast                        | Australie        | Médaille d'or      | 3 h 45 min 15 s |
| 2016  | Championnat d'Océanie                              | Australie        | Médaille d'argent  | 1 h 52 min 14 s |
| 2016  | WTS Leeds                                          | Royaume-Uni      | Médaille de bronze | 1 h 50 min 33 s |
| 2015  | Championnats du monde de triathlon en relais mixte | Allemagne        | Médaille d'argent  | 1 h 20 min 42 s |
| 2015  | WTS Stockholm                                      | Suède            | Médaille de bronze | 1 h 50 min 26 s |
| 2014  | Noosa Triathlon                                    | Australie        | Médaille d'or      | 1 h 47 min 59 s |
| 2014  | Championnat d'Océanie                              | Australie        | Médaille d'or      | 1 h 53 min 1 s  |
| 2014  | WTS Auckland                                       | Nouvelle-Zélande | Médaille de bronze | 1 h 55 min 49 s |
| 2013  | Noosa Triathlon                                    | Australie        | Médaille d'or      | 1 h 46 min 11 s |
| 2013  | Championnat d'Océanie                              | Nouvelle-Zélande | Médaille d'argent  | 1 h 51 min 32 s |
| 2012  | Coupe d'océanie - l'étape sprint de Kinloch        | Nouvelle-Zélande | Médaille d'or      | 0 h 52 min 24 s |
| 2011  | Championnat d'Océanie                              | Nouvelle-Zélande | Médaille d'argent  | 1 h 51 min 51 s |